# هوشینان
هوشینان (Havshinan) یا هوشین (Hoshin) در زبان کردی هه وشینان اسم منطقه‌ای عشایرنشین در استان آذربایجان غربی است. 
این منطقه کوهستانی در مرز جغرافیایی شهرهای مهاباد و پیرانشهر قرار گرفته‌است. تا قبل از انقلاب، روستایی به همین نام در این منطقه وجود داشته‌است که هم‌اکنون متروک مانده‌است.